# Eckart von Uckermann
Eckart Freiherr von Uckermann (* 25. Januar 1945 auf Schloss Gehaus in Thüringen) ist ein deutscher Jurist und war bis zu seiner Pensionierung der Vorstandsvorsitzende der Hannoverschen Versicherung.

## Leben
Eckart ist Angehöriger der Freiherren von Uckermann-Bendeleben. Seine Eltern waren der Hauptmann, zuletzt Oberstleutnant i. G., Albrecht Freiherr von Uckermann, vermisst 1944, und die Offizierstochter Elisabeth Freiin von Wangermann, Tochter der Edle Freiin von Boineburg und Lengsfeld und der kgl. preuß. Oberstleutnant Hans Freiherr von Wangenheim, Regimentskommandeur. Walther von Uckermann ist sein Onkel.
Er begann ein Studium der Rechtswissenschaften in Heidelberg und legte beide juristische Staatsexamina in München ab, wo er auch im Jahr 1976 mit einer Dissertation zu dem Thema „Die Einkaufsgenossenschaften im System des GWB“ zum Dr. jur. promoviert wurde.
Seit 1988 war Uckermann im Vorstand der Hannoversche Lebensversicherung, von 1994 bis 2002 der Vorsitzendes des Vorstands. Er war Mitglied des Kuratoriums der Deutschen Stiftung Musikleben. Uckermann veröffentlichte diverse Abhandlungen zum Thema Versicherungsrecht und -wirtschaft.
Seit 1967 ist er Mitglied des Corps Vandalo-Guestphalia Heidelberg.

## Werke
- Shareholder Value als Grundlage einer erfolgreichen Unternehmensführung, (1999) ISBN 978-3-7908-1179-7.
- Direct Marketing für Banken – Chancen und Risiken., Wolfgang Zimmermann u. a. (1997) ISBN 978-3-322-94835-9.
- Direct Marketing im Dienstleistungssektor, Peter Fontaine u. a. (1991) ISBN 978-3-322-83509-3.
- Datenverarbeitung. Handwörterbuch der Versicherung. S. 111 ff, Hrsg. Dr. Eduard Delisle, München 1991, ISBN 978-3-88487-162-1.

## Genealogie
- Hans Friedrich von Ehrenkrook, Carola von Ehrenkrook, Friedrich Wilhelm Euler, Jürgen von Flotow, Walter von Hueck, u. a.: Genealogisches Handbuch der Freiherrlichen Häuser. B [Briefadel]. 1963. Band III, Band 31 der Gesamtreihe GHdA, Hrsg. Deutsches Adelsarchiv, C. A. Starke, Limburg an der Lahn 1963, S. 453 f.